# Koto (groupe)
Pour les articles homonymes, voir Koto (homonymie).
Koto est un groupe d'Italo disco composé à l'origine d'Anfrando Maiola et de Stefano Cundari, puis du compositeur néerlandais Michiel van der Kuy.

## Histoire
En 1982, le musicien italien Anfrando Maiola (né en 1954 à Parme) s'associe à Stefano Cundari et Alessandro Zanni et sort son premier single Chinese Revenge édité au label Cellophane Record (label du Studio Veronica). L'année suivante, en 1983, Cundari et Zanni fondent le label Memory Records et rééditent Chinese Revenge. Le single s'avère très populaire en Italie, se vendant à plus de 10 000 exemplaires. Il connaît également un petit succès en Allemagne et aux Pays-Bas. Le single fait partie des 11 chansons préférées du producteur Fred Ventura, qu'il considère comme un « morceau instrumental rêveur et « primitif » qui n'est certainement pas la chanson typique que l'on pouvait entendre à la radio à l'époque. D'une certaine manière, elle semblait si minimale et si riche à la fois. »
Après le succès de Chinese Revenge, ils commencent à écrire des chansons pour d'autres groupes, dont Baby's Gang (Happy Song, Challenger), et aident un autre groupe italien, Hipnosis, à reprendre la chanson Pulstar de Vangelis. L'album est sorti en 1983 et se classe au Top 10 en Allemagne et au Top 20 en Suisse. La même année, Maiola et Cundari sortent un autre single, Japanese War Game, sous le nom de Koto.
En 1985, Koto sort Visitors. Dans une interview, Maiola confirme qu'il s'agit de sa chanson Koto préférée, qui contient un sample de Thriller, le tube de Michael Jackson sorti en 1984. L'année suivante, il sort un autre single, intitulé Jabdah. Alimentée par un clip vidéo, la chanson devient un grand succès, se classant en Allemagne, aux Pays-Bas et en Suisse. C'est à cette époque que les critiques inventent le terme « spacesynth », qui combine des éléments d'Italo disco et de space disco. Les titres Visitors et Jabdah sont considérés comme faisant partie de ce genre. En 1987, un mégamix sort, combinant des éléments des quatre singles précédents.
En 1990, la house et la techno deviennent populaires et l'Italo disco commence à perdre en popularité. Néanmoins, Koto sort un autre single, Dragon's Legend. Contenant des échantillons du jeu vidéo Dragon's Lair sorti en 1983, la chanson a connu un succès mineur aux Pays-Bas, se classant à la 20e place. En 1989, ils remixent leur premier single, Chinese Revenge, pour lui donner une saveur plus dance et Maiola compose son prochain single sous le nom de Koto, Champion's Cue, à saveur house. La chanson n'est pas aussi populaire que les précédents singles, car Memory Records commence à sortir des disques de techno et house. Le succès n'est pas au rendez-vous et le label fait faillite.
Les droits de Memory Records sont rachetés par ZYX Music. Ils ont demandé au compositeur néerlandais Michiel van der Kuy (du groupe de musique spatiale Laserdance, surtout connu pour son tube de 1986 Humanoid Invasion) de suivre les traces de Maiola et de Cundari. En 1989, il présente le premier album studio de Koto, Masterpieces, qui contient des reprises d'anciennes chansons de Koto et ses propres compositions, notamment Time, Minoan War et Plain. Dans les années qui suivent, il sort d'autres singles, dont Acknowledge (1990), Mechanic Sense (1992) et Mind Machine (1992), dont la mélodie principale est clairement inspirée de la chanson Disco Maniac de Baby's Gang.
Anfrando Maiola décède en Italie le 26 mai 2023.

## Discographie

### Albums studio (Michiel van der Kuy)
- 1989 : Masterpieces
- 1990 : Koto Plays Synthesizer World Hits
- 1992 : From the Dawn of Time
- 1993 : Koto Plays Science-Fiction Movie Themes
- 2021 : Return Of The Dragon

### Singles et EP
- 1982 : Chinese Revenge
- 1983 : Japanese War Game
- 1985 : Visitors
- 1986 : Jabdah
- 1987 : The Koto Mix
- 1988 : Dragon's Legend
- 1988 : Dragon's Megamix
- 1989 : Chinese Revenge '89
- 1989 : Time
- 1990 : Champions Cue
- 1990 : Acknowledge
- 1991 : The Maxi-CD Collection
- 1992 : Mind Machine
- 1992 : Mechanic Sense
- 2001 : Club Classics 02 (Anfrando Maiola)
- 2001 : Koto Is Still Alive (Anfrando Maiola)
- 2003 : Blow the Whistle (Anfrando Maiola)
- 2003 : Planet X (Anfrando Maiola)
- 2022 : Tron